# 私用面
私用面（しようめん）とは、追加面の一つで、ISO/IEC 10646の第0群第15面と第0群第16面およびUnicodeの第15面と第16面をいう。

## 概要
Unicodeでは、当事者間の私的な合意によって文字（外字）を定義できる私用領域 （英: Private Use Area, PUA）が用意されている。規格としては、この範囲にいかなる文字も規定していない。私用領域の内容を定義するものとしては、ISOやユニコードコンソーシアム以外の個人、組織およびソフトウェアベンダが想定されている。私用領域に定義された文字を私用文字という。私用領域としては、基本多言語面のU+E000–U+F8FF (57344–63743) と第15面および第16面 (U+F0000–U+10FFFF) が用意されている。このうち、私用領域だけに使われる面（すなわち、第15面と第16面）を私用面という。
ISO/IEC 10646では、2002年の改訂までこの他に第0群第224–255面（E00000–FFFFFF）と第96–127群（60000000–7FFFFFFF）が私用領域とされており、これらに含まれる面も私用面であった。

## 符号化
私用面は、2バイト固定長方式のUCS-2では使用することが出来ず、UTF-8、UTF-16、UTF-32のいずれの符号化方式でも4バイトで符号化される。UTF-16ではサロゲートペア（代用対）を使う必要がある。